# Chung Ling Soo

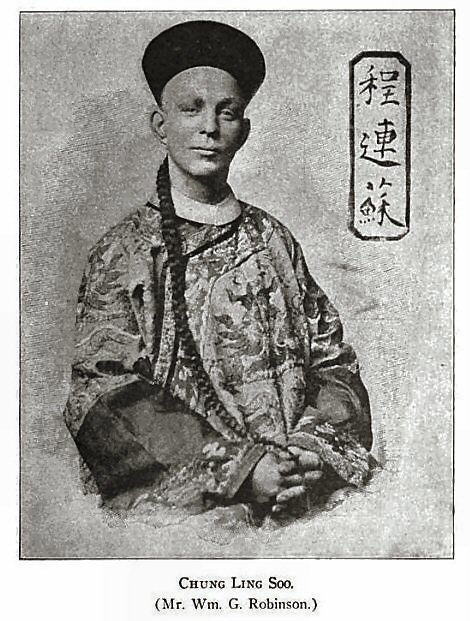

Chung Ling Soo, właśc. William Ellsworth Robinson (ur. 2 kwietnia 1861, zm. 24 marca 1918) – amerykański iluzjonista, znany z okoliczności swojej śmierci, która nastąpiła podczas wykonywania sztuczki polegającej na iluzji łapania pocisków wystrzelonych z broni palnej. W wyniku niedbalstwa broń została źle przygotowana i wystrzeliła prawdziwy pocisk, który ranił iluzjonistę w klatkę piersiową. Jego ostatnie słowa na scenie brzmiały: „Mój Boże, coś się stało. Zasłońcie kurtynę”. Chung Ling Soo zmarł w szpitalu następnego dnia po wypadku.